# Prêmio Goya de melhor ator
O Prêmio Goya para Melhor Ator Principal (Espanhol: Premio Goya a la mejor interpretación masculina protagonista) é um dos Prêmios Goya, outorgados anualmente pela Academia das Artes e Ciências Cinematográficas da Espanha. É entregue desde a primeira edição, realizada em 1987, sendo Fernando Fernán Gómez o primeiro a recebê-lo. O ator que recebeu mais Prêmios Goya nesta categoria foi Javier Bardem, que conta com quatro premiações, seguido por Alfredo Landa, Fernando Fernán Gómez e Luis Tosar, que contam cada um com duas premiações.

## Vencedores e nomeados

### Década de 1980
| Ano  | Vencedor e nomeados   | Filme                         | Personagem                                |
| ---- | --------------------- | ----------------------------- | ----------------------------------------- |
| 1987 | Fernando Fernán Gómez | Mambrú se fue a la guerra     | Emiliano                                  |
| 1987 | Juan Diego            | Dragon Rapide                 | Francisco Franco                          |
| 1987 | Jorge Sanz            | El año de las luces           | Manolo                                    |
| 1988 | Alfredo Landa         | El bosque animado             | Xan de Malvís / bandido Fendetestas       |
| 1988 | Imanol Arias          | El Lute: camina o revienta    | Eleuterio Sánchez (El Lute)               |
| 1988 | José Manuel Cervino   | La guerra de los locos        | Angelito Delicado                         |
| 1989 | Fernando Rey          | Diario de invierno            | Pai                                       |
| 1989 | Imanol Arias          | El Lute II: mañana seré libre | Eleuterio Sánchez (El Lute)               |
| 1989 | Antonio Ferrandis     | Jarrapellejos                 | Pedro Luis Jarrapellejos                  |
| 1989 | Alfredo Landa         | Sinatra                       | Sinatra                                   |
| 1989 | José Soriano          | Espérame en el cielo          | Paulino Alonso /sósia de Francisco Franco |

### Década de 1990
| Ano  | Vencedor e nomeados   | Filme                                           | Personagem                     |
| ---- | --------------------- | ----------------------------------------------- | ------------------------------ |
| 1990 | Jorge Sanz            | Si te dicen que caí                             | Daniel Javaloyes (Java)        |
| 1990 | Juan Diego            | La noche oscura                                 | San Juan de la Cruz            |
| 1990 | Fernando Fernán Gómez | El mar y el tiempo                              | Eusebio                        |
| 1990 | Fernando Fernán Gómez | Esquilache                                      | Marqués de Esquilache          |
| 1990 | Alfredo Landa         | El río que nos lleva                            | El Americano                   |
| 1991 | Andrés Pajares        | ¡Ay, Carmela!                                   | Paulino                        |
| 1991 | Imanol Arias          | A solas contigo                                 | Javier                         |
| 1991 | Antonio Banderas      | Ata-me!                                         | Ricky                          |
| 1992 | Fernando Guillén      | Don Juan en los infiernos                       | Don Juan                       |
| 1992 | Gabino Diego          | El rey pasmado                                  | Filipe IV de Espanha           |
| 1992 | Jorge Sanz            | Amantes                                         | Paco                           |
| 1993 | Alfredo Landa         | La marrana                                      | Bartolomé                      |
| 1993 | Javier Bardem         | Jamón, jamón                                    | Raúl                           |
| 1993 | Jorge Sanz            | Belle Époque                                    | Fernando                       |
| 1994 | Juan Echanove         | Madregilda                                      | Francisco Franco               |
| 1994 | Imanol Arias          | Intruso                                         | Ángel                          |
| 1994 | Javier Bardem         | Huevos de oro                                   | Benito González                |
| 1995 | Carmelo Gómez         | Días contados                                   | Antonio                        |
| 1995 | Gabino Diego          | Los peores años de nuestra vida                 | Alberto                        |
| 1995 | Alfredo Landa         | Canción de cuna                                 | Don José                       |
| 1996 | Javier Bardem         | Boca a boca                                     | Víctor Ventura                 |
| 1996 | Álex Angulo           | El día de la bestia                             | el cura Ángel Berriatúa        |
| 1996 | Federico Luppi        | Nadie hablará de nosotras cuando hayamos muerto | Eduardo                        |
| 1997 | Santiago Ramos        | Como un relámpago                               | Rafael                         |
| 1997 | Antonio Banderas      | Two Much                                        | Art Dodge                      |
| 1997 | Carmelo Gómez         | El perro del hortelano                          | Teodoro                        |
| 1998 | Antonio Resines       | La buena estrella                               | Rafael                         |
| 1998 | Javier Bardem         | Carne trémula                                   | David                          |
| 1998 | Jordi Mollà           | La buena estrella                               | Daniel                         |
| 1999 | Fernando Fernán Gómez | El abuelo                                       | Don Rodrigo de Arista Potestad |
| 1999 | Eduardo Noriega       | Abre los ojos                                   | César                          |
| 1999 | Gabino Diego          | La hora de los valientes                        | Manuel                         |
| 1999 | Antonio Resines       | La niña de tus ojos                             | Blas Fontiveros                |

### Década de 2000
| Ano  | Vencedor e nomeados   | Filme                                     | Personagem            |
| ---- | --------------------- | ----------------------------------------- | --------------------- |
| 2000 | Francisco Rabal       | Goya en Burdeos                           | Francisco de Goya     |
| 2000 | Fernando Fernán Gómez | La lengua de las mariposas                | Don Gregorio          |
| 2000 | Jordi Mollà           | Segunda piel                              | Alberto               |
| 2000 | Josep Maria Pou       | Amigo/Amado                               | Jaume                 |
| 2001 | Juan Luis Galiardo    | Adiós con el corazón                      | Juan Peñasco          |
| 2001 | Carmelo Gómez         | El portero                                | Forteza               |
| 2001 | Juan Diego Botto      | Plenilunio                                | Assassino             |
| 2001 | Miguel Ángel Solá     | Sé quién eres                             | Mario                 |
| 2002 | Eduard Fernández      | Fausto 5.0                                | Santos                |
| 2002 | Eusebio Poncela       | Intacto                                   | Federico              |
| 2002 | Tristán Ulloa         | Lucía y el sexo                           | Lorenzo               |
| 2002 | Sergi López           | Sólo mía                                  | Joaquín               |
| 2003 | Javier Bardem         | Los lunes al sol                          | Santa                 |
| 2003 | Sancho Gracia         | 800 balas                                 | Julián                |
| 2003 | Juan Luis Galiardo    | El caballero Don Quijote                  | Dom Quixote           |
| 2003 | Javier Cámara         | Hable con ella                            | Benigno Martín        |
| 2004 | Luis Tosar            | Te doy mis ojos                           | Antonio               |
| 2004 | Ernesto Alterio       | Días de fútbol                            | Antonio               |
| 2004 | Alfredo Landa         | La luz prodigiosa                         | Joaquín Panjero       |
| 2004 | Javier Cámara         | Torremolinos 73                           | Alfredo López         |
| 2005 | Javier Bardem         | Mar adentro                               | Ramón Sampedro        |
| 2005 | Eduardo Noriega       | El lobo                                   | Mikel Lejarza         |
| 2005 | Willy Toledo          | Crimen ferpecto                           | Rafael                |
| 2005 | Eduard Fernández      | Cosas que hacen que la vida valga la pena | Jorge                 |
| 2006 | Óscar Jaenada         | Camarón                                   | Camarón de la Isla    |
| 2006 | Juan José Ballesta    | 7 vírgenes                                | Tano                  |
| 2006 | Eduard Fernández      | El método                                 | Fernando              |
| 2006 | Manuel Alexandre      | Elsa y Fred                               | Fred                  |
| 2007 | Juan Diego            | Vete de mí                                | Santiago              |
| 2007 | Sergi López           | O Labirinto do Fauno                      | Vidal                 |
| 2007 | Viggo Mortensen       | Alatriste                                 | Diego Alatriste       |
| 2007 | Daniel Brühl          | Salvador (Puig Antich)                    | Salvador Puig Antich  |
| 2008 | Alberto San Juan      | Bajo las estrellas                        | Benito Lacunza        |
| 2008 | Álvaro de Luna        | El prado de las estrellas                 | Alfonso               |
| 2008 | Alfredo Landa         | Luz de domingo                            | Joaco                 |
| 2008 | Tristán Ulloa         | Mataharis                                 | Iñaki                 |
| 2009 | Benicio del Toro      | Che                                       | Che Guevara           |
| 2009 | Javier Cámara         | Fuera de carta                            | Maxi                  |
| 2009 | Raúl Arévalo          | Los girasoles ciegos                      | Ricardo Mazo Torralba |
| 2009 | Diego Luna            | Solo quiero caminar                       | Gabriel               |

### Década de 2010
| Ano  | Vencedor e nomeados      | Filme                                | Personagem           |
| ---- | ------------------------ | ------------------------------------ | -------------------- |
| 2010 | Luis Tosar               | Cela 211                             | Malamadre            |
| 2010 | Ricardo Darín            | O Segredo dos Seus Olhos             | Benjamín Espósito    |
| 2010 | Jordi Mollà              | El cónsul de Sodoma                  | Jaime Gil de Biedma  |
| 2010 | Antonio de la Torre      | Gordos                               | Enrique              |
| 2011 | Javier Bardem            | Biutiful                             | Uxbal                |
| 2011 | Antonio de la Torre      | Balada triste de trompeta            | Sergio               |
| 2011 | Ryan Reynolds            | Buried                               | Paul Conroy          |
| 2011 | Luis Tosar               | También la lluvia                    | Costa                |
| 2012 | José Coronado            | No habrá paz para los malvados       | Santos Trinidad      |
| 2012 | Antonio Banderas         | La piel que habito                   | Robert Ledgard       |
| 2012 | Daniel Brühl             | EVA                                  | Álex                 |
| 2012 | Inma Cuesta              | Mientras duermes                     | César                |
| 2013 | José Sacristán           | El muerto y ser feliz                | Santos               |
| 2013 | Daniel Giménez Cacho     | Blancanieves                         | Antonio Villalta     |
| 2013 | Jean Rochefort           | El artista y la modelo               | Marc Cros            |
| 2013 | Antonio de la Torre      | Grupo 7                              | Rafael Cantera Luján |
| 2014 | Javier Cámara            | Vivir es fácil con los ojos cerrados | Antonio              |
| 2014 | Tito Valverde            | 15 años y un día                     | Max                  |
| 2014 | Antonio de la Torre      | Caníbal                              | Carlos               |
| 2014 | Eduard Fernández         | Todas las mujeres                    | Nacho                |
| 2015 | Javier Gutiérrez         | La isla mínima                       | Juan                 |
| 2015 | Raúl Arévalo             | La isla mínima                       | Pedro                |
| 2015 | Luis Bermejo             | Magical Girl                         | Luis                 |
| 2015 | Ricardo Darín            | Relatos Salvajes                     | Simón                |
| 2016 | Ricardo Darín            | Truman                               | Julián               |
| 2016 | Asier Etxeandia          | La novia                             | El novio             |
| 2016 | Luis Tosar               | El desconocido                       | Carlos               |
| 2016 | Pedro Casablanc          | B                                    | Luis Bárcenas        |
| 2017 | Roberto Álamo            | Que Dios nos perdone                 | Javier Alfaro        |
| 2017 | Eduard Fernández         | El hombre de las mil caras           | Francisco Paesa      |
| 2017 | Antonio de la Torre      | Tarde para la ira                    | José                 |
| 2017 | Luis Callejo             | Tarde para la ira                    | Curro                |
| 2018 | Javier Gutiérrez Álvarez | El autor                             | Álvaro Martín        |
| 2018 | Antonio de la Torre      | Abracadabra                          | Carlos López         |
| 2018 | Javier Bardem            | Loving Pablo                         | Pablo Escobar        |
| 2018 | Andrés Gertrúdix         | Morir                                | Luis                 |
| 2019 | Antonio de la Torre      | El reino                             | Manuel López-Vidal   |
| 2019 | Javier Bardem            | Todos lo saben                       | Paco                 |
| 2019 | José Coronado            | Tu hijo                              | Jaime Jiménez        |
| 2019 | Javier Gutiérrez Álvarez | Campeones                            | Marco Montes         |

### Década de 2020
| Ano  | Vencedor e nomeados | Filme                   | Personagem        |
| ---- | ------------------- | ----------------------- | ----------------- |
| 2020 | Antonio Banderas    | Dor e Glória            | Salvador Mallo    |
| 2020 | Antonio de la Torre | La trinchera infinita   | Higinio Blanco    |
| 2020 | Karra Elejalde      | Mientras dure la guerra | Miguel de Unamuno |
| 2020 | Luis Tosar          | Quien a hierro mata     | Mario             |